# 144769 Zachariassen
144769 Zachariassen este un asteroid din centura principală de asteroizi.

## Descriere
144769 Zachariassen este un asteroid din centura principală de asteroizi. A fost descoperit pe 19 aprilie 2004 la Vail-Jarnac de Tom Glinos și David H. Levy. Asteroidul prezintă o orbită caracterizată de o semiaxă mare de 3,12 ua, o excentricitate de 0,05 și o înclinație de 1,1° în raport cu ecliptica.